# چهارمین دوره جوایز اسکار

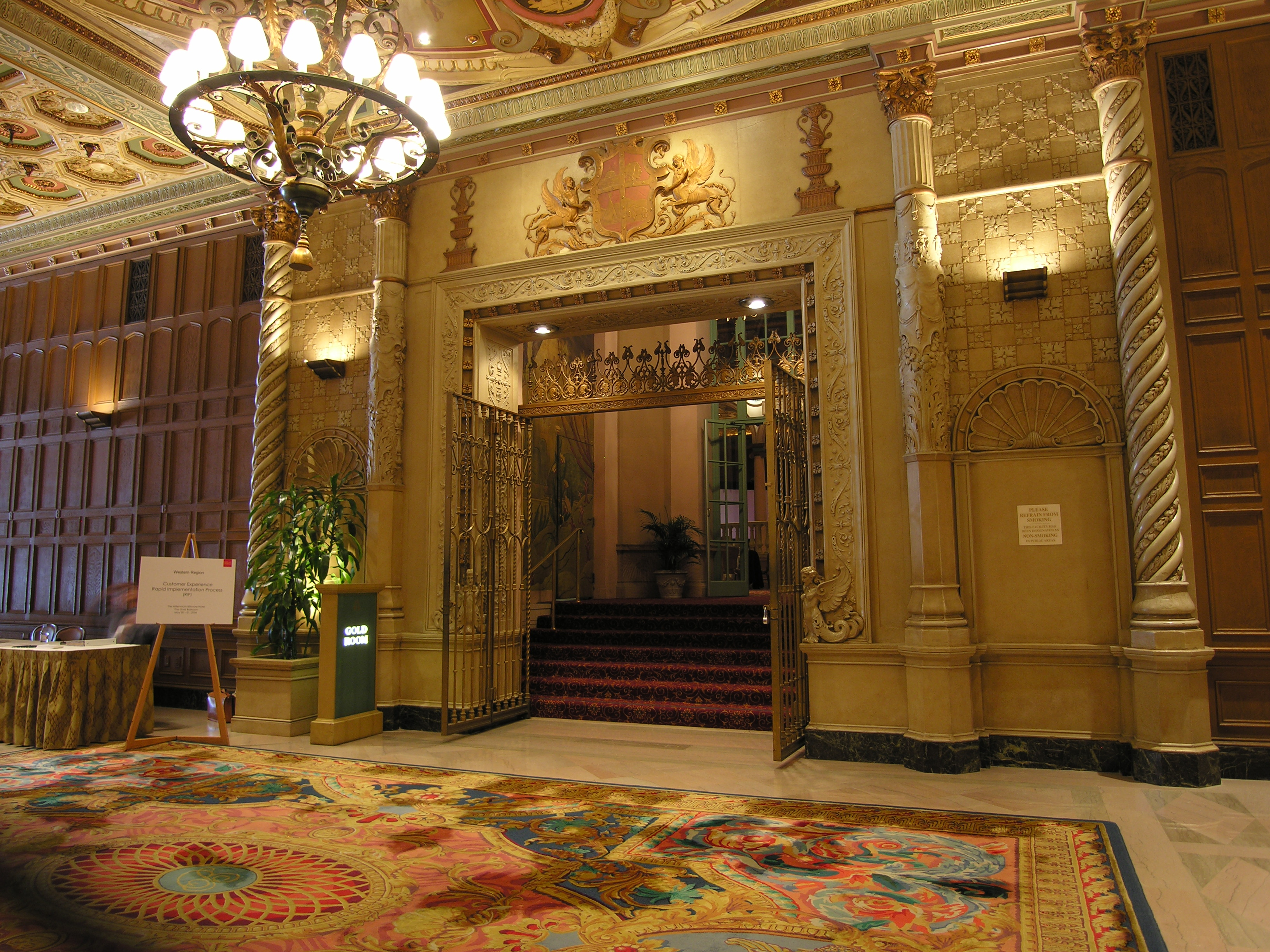
چهارمین دوره مراسم اعطای جوایز اسکار در روز ۱۰ نوامبر ۱۹۳۱ در هتل میلنیوم بیلتمور لوس آنجلس

چهارمین دوره مراسم اعطای جوایز اسکار (انگلیسی: 4th Academy Awards) در روز ۱۰ نوامبر ۱۹۳۱ در هتل میلنیوم بیلتمور لوس آنجلس برگزار شد. در این مراسم بهترین فیلم‌های سال ۱۹۳۰ جهان به انتخاب آکادمی علوم و هنرهای تصاویر متحرک جایزه گرفتند.
لورنس گرانت مجری این مراسم بود.

## جوایز
| جایزه اسکار بهترین فیلم | جایزه اسکار بهترین کارگردانی |
| --- | --- |
| - ویلیام لبارون برای آر.ک.ئو – سیمارون - وینفیلد شیهن برای فاکس فیلم – ایست لین - هوارد هیوز برای یونایتد آرتیستس – سرمقاله - آدولف سوکور برای پارامونت پیکچرز – اسکیپی - ایروینگ تالبرگ برای مترو گلدوین مایر – هورن بازرگان       | - نورمن تاروگ – اسکیپی - کلارنس براون – روح آزاد - لوئیس مایلستون – سرمقاله - وسلی راگلز – سیمارون - جوزف فون اشترنبرگ – مراکش                                                                       |
| جایزه اسکار بهترین بازیگر نقش اول مرد | جایزه اسکار بهترین بازیگر نقش اول زن |
| - لیونل باریمور – روح آزاد - جکی کوپر – اسکیپی - ریچارد دیکس – سیمارون - فردریک مارچ – خانواده سلطنتی برادوی - آدولف منژو – سرمقاله                                                                                                 | - ماری درسلر – مین و بیل - مارلنه دیتریش – مراکش - آیرین دان – سیمارون - آن هاردینگ – تعطیلات - نورما شیرر – روح آزاد                                                                                |
| Best Story | جایزه اسکار بهترین فیلم‌نامه اقتباسی |
| - پرواز شناسایی – جان مانک ساندرز - The Doorway to Hell – رولند براون - خنده – Harry d'Abbadie d'Arrast, Douglas Doty و دونالد اوگدن استوارت - دشمن مردم – John Bright و Kubec Glasmon - Smart Money – لوسین هابرد و Joseph Jackson | - سیمارون – هاوارد استابروک - The Criminal Code – ستون ای. میلر و Fred Niblo, Jr. - تعطیلات – هوراس جکسون - سزار کوچک – فرانسیس ادوارد فاراگو و رابرت ان. لی - اسکیپی – جوزف ال. منکیه‌ویچ و سم مینتز |
| Best Sound Recording | |
| - پارامونت پیکچرز - مترو گلدوین مایر - آر.ک.ئو - ساموئل گلدوین پروداکشنز-یونایتد آرتیستس Studio Sound Department | |
| جایزه اسکار بهترین طراحی صحنه | جایزه اسکار بهترین فیلمبرداری |
| - سیمارون – Max Rée - Just Imagine – Stephen Goosson و رالف همرز - مراکش – هانس درایر - Svengali – Anton Grot - Whoopee! – Richard Day                                                                                              | - تابو – فلوید کرازبی - سیمارون – ادوارد کرونیاگر - مراکش – لی گارمس - The Right to Love – چارلز لنگ - Svengali – بارنی مک‌گیل                                                                        |